# 리샤르트 페트루

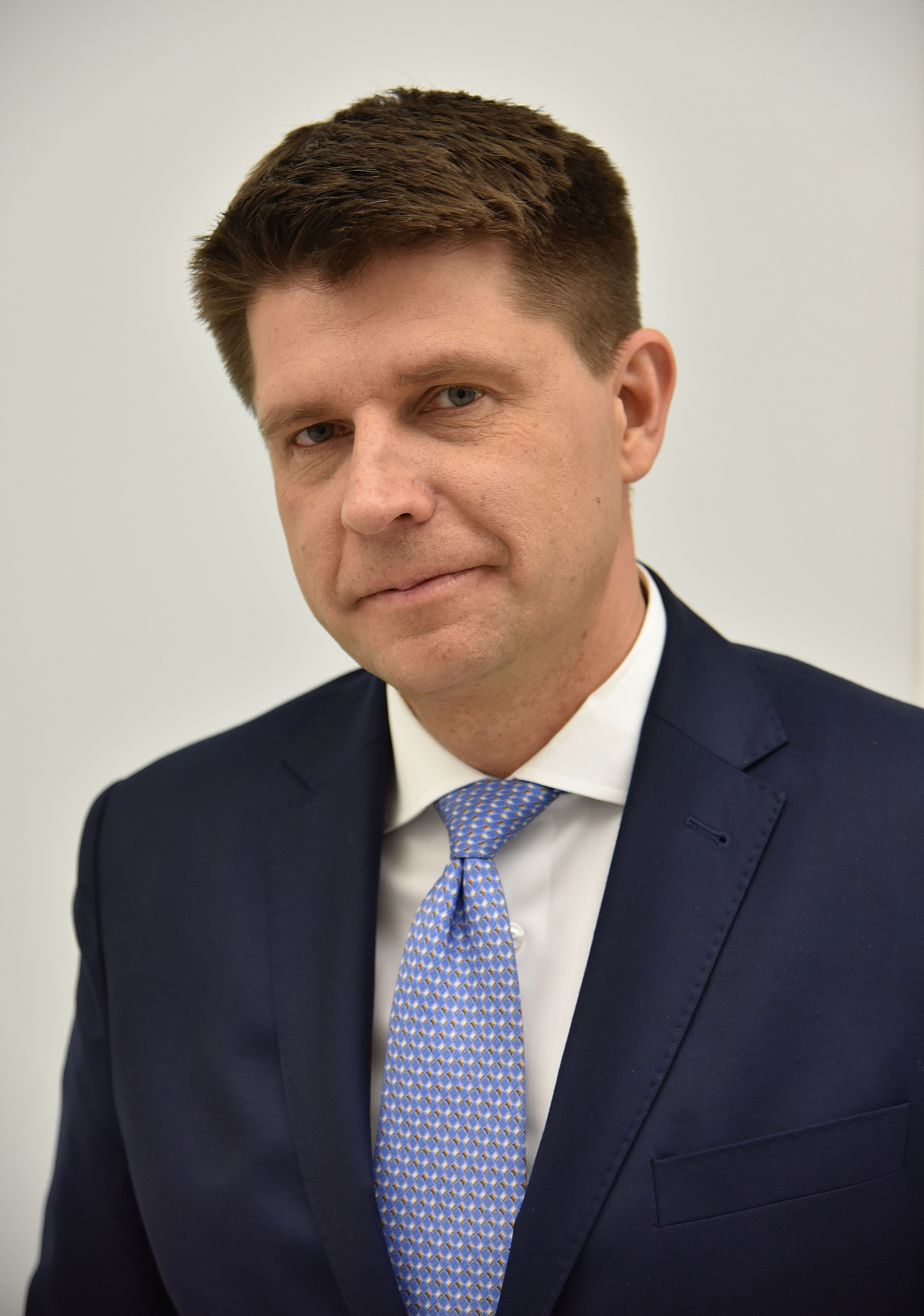
리샤르트 페트루

리샤르트 예지 페트루(폴란드어: Ryszard Jerzy Petru, 1972년 7월 6일 ~ )는 폴란드의 정치인이다. 1990년대 몇몇 국회의원들을 보좌한 적이 있으며, 이외에도 세계은행, 프라이스워터하우스쿠퍼스 및 기타 폴란드 은행에서 경제인으로 활동한 경력이 있다. 2011년 이래 폴란드 경제인협회의 의장을 지내고 있다. 그는 저자로도 활동 중인데, 현재까지 2권의 아동용 경제 서적을 집필하였다.
2015년에는 자유주의 성향의 정당인 폴란드 현대당을 창당했다. 2015년 총선에서 7.6%를 득표했으며, 19번 선거구 (바르샤바)의 국회의원 비례대표 15번으로 당선되었다.